# Hakka yadongensis
Hakka yadongensis är en spindelart som först beskrevs av Hu 2001.  Hakka yadongensis ingår i släktet Hakka och familjen hoppspindlar. Inga underarter finns listade i Catalogue of Life.